# いちき串木野市立羽島中学校
いちき串木野市立羽島中学校（いちきくしきのしりつはしまちゅうがっこう）は、鹿児島県いちき串木野市羽島にある市立の中学校。

## 沿革
- 1947年（昭和22年） - 串木野町立第二中学校として設置される[1]。
- 1949年（昭和24年） - 串木野町立羽島中学校に改称[1]。
- 1950年（昭和25年） - 串木野町が市制施行したのに伴い、串木野市立羽島中学校に改称[1]。
- 2005年（平成17年） - 串木野市が市来町と合併しいちき串木野市となったのに伴い、いちき串木野市立羽島中学校に改称した。

## 通学区域
- 羽島小学校の通学区域の全域